# Fontcouverte-la-Toussuire

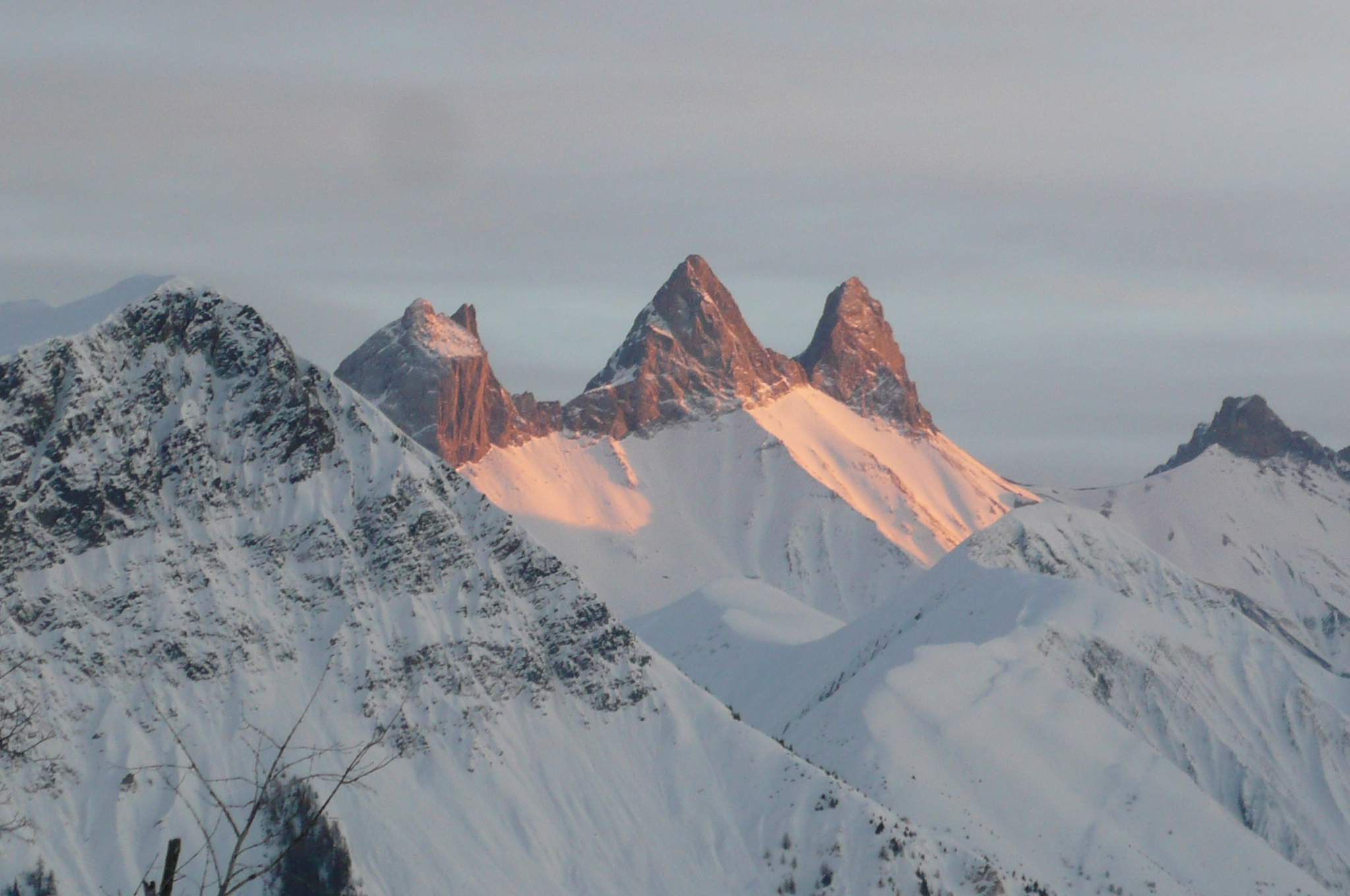

Fontcouverte-la-Toussuire är en kommun och skidort i departementet Savoie i regionen Auvergne-Rhône-Alpes i sydöstra Frankrike. Kommunen ligger i kantonen Saint-Jean-de-Maurienne som tillhör arrondissementet Saint-Jean-de-Maurienne. År 2022 hade Fontcouverte-la-Toussuire 482 invånare.

## Befolkningsutveckling
Antalet invånare i kommunen Fontcouverte-la-Toussuire
| Referens: INSEE |